# Orthobelus furcatus
Orthobelus furcatus är en insektsart som beskrevs av Ramos 1979. Orthobelus furcatus ingår i släktet Orthobelus och familjen hornstritar. Inga underarter finns listade i Catalogue of Life.